# Києво (Куявсько-Поморське воєводство)
Києво (пол. Kijewo, нім. Reichsmark) — село в Польщі, у гміні Ґневково Іновроцлавського повіту Куявсько-Поморського воєводства.
Населення — 274 особи (2011).
У 1975-1998 роках село належало до Бидгощського воєводства.

## Демографія
Демографічна структура станом на 31 березня 2011 року:
|          | Загалом | Допрацездатний вік | Працездатний вік | Постпрацездатний вік |
| -------- | ------- | ------------------ | ---------------- | -------------------- |
| Чоловіки | 143     | 33                 | 103              | 7                    |
| Жінки    | 131     | 28                 | 85               | 18                   |
| Разом    | 274     | 61                 | 188              | 25                   |